# ياغدفافا
Jagdwaffe ياغدفافا (بالألمانية: Fighter Force)، كانت القوة المقاتلة الألمانية للوفتفافه خلال الحرب العالمية الثانية.

## الطائرات
استخدمت ياغدفافا العديد من الطائرات، بما في ذلك مسرشميت بي اف 109 وماسرشميت بي إف 110 ومسرشميت مي 163 ومسرشميت مي 262 وفوك وولف فو 190 وفوك-وولف تا 152 وهاينكل هي 162.